# Siayan (isola)
Siayan è un'isola delle Filippine, situata nel nord del Paese e appartenente alla provincia di Batanes.